# Südkamerun

Flagge der Separatisten Südkameruns

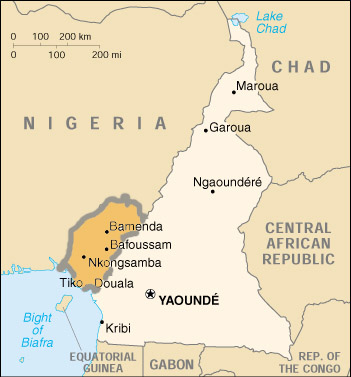
Lage Südkameruns in Kamerun

Südkamerun (englisch South Cameroons, französisch Cameroun méridional, auch Cameroun du Sud oder Cameroun occidental) ist ein im Westen gelegener Teil Kameruns, der nach Ende der deutschen Kolonialherrschaft von 1922 bis 1961 britisches Treuhandgebiet war, während das übrige Land unter französischer Treuhandschaft stand. Bis heute ist Südkamerun überwiegend englischsprachig, während das übrige Kamerun frankophon ist. Teile der südkamerunischen Bevölkerung fühlen sich im Gesamtstaat Kamerun marginalisiert und streben die Unabhängigkeit des Gebietes an. Sie verwenden für Südkamerun auch die Bezeichnung Ambazonien oder Ambazanien (Ambazonia, Ambazania oder Ambazona).

## Geschichte

### Kolonialzeit
Nachdem Deutschland den Ersten Weltkrieg verloren hatte, wurde die deutsche Kolonie Kamerun wie die anderen deutschen Kolonien zum Völkerbundsmandatsgebiet. Nachdem das 1911 von Frankreich erworbene Neukamerun abgetrennt worden war und wieder unter französische Verwaltung gefallen war, wurde am 28. Juni 1919 das Mandatsgebiet Kamerun unter den Siegermächten Großbritannien und Frankreich aufgeteilt. Während Frankreich den größeren Ostteil erhielt, wurde Großbritannien ein schmaler Gebietsstreifen im Westen an der Grenze zu Nigeria als Britisch-Kamerun zugeschlagen. Britisch-Kamerun war eingeteilt in eine südliche Zone (Southern Cameroons) und eine nördliche (Northern Cameroons).
Nach Gründung der Vereinten Nationen im Jahre 1945 wurden die Mandatsgebiete zu UN-Treuhandgebieten.

### Unabhängiges Kamerun
Am 1. Januar 1960 entließ Frankreich entsprechend den Mandatsbestimmungen Französisch-Kamerun in die Unabhängigkeit. Zuvor hatte die UN-Generalversammlung am 13. März 1959 die Resolution 1350 verabschiedet, die Volksabstimmungen im nördlichen und südlichen Britisch-Kamerun zur Zukunft dieses Gebietes vorsah. Am 11. Februar 1961 konnten die Bewohner Britisch-Kameruns in einer Abstimmung zwischen dem Anschluss an das angrenzende, englischsprachige Nigeria und einer Autonomie innerhalb Kameruns wählen; eine vollständige Unabhängigkeit stand nicht zur Wahl. Während sich der nördliche Teil für Nigeria entschied, verblieb der südliche Teil – das heutige Südkamerun – bei Kamerun. Die zugesprochenen Autonomierechte Südkameruns wurden jedoch durch die zentralistische Verfassung des Gesamtstaates zusehends abgebaut. So sorgte die Vereinheitlichung des Bildungssystems in französischer Sprache für Unmut unter den englischsprachigen Südkamerunern, die sich dadurch benachteiligt fühlten.

## Unabhängigkeitsbestrebungen
Nachdem eine mögliche Unabhängigkeit lange Zeit keine Rolle spielte, verfasste 1985 der Autor Fon Fongum Gorji-Dinka eine Schrift namens The New Social Contract, in der er die Unabhängigkeit Südkameruns forderte. Daraufhin wurde er unverzüglich vor ein Militärgericht gestellt, dort jedoch freigesprochen.
Anfang der 1990er Jahre bildete sich eine Studentenorganisation zur Befreiung von Ambazonia, die im Jahr 2001 einen Erfolg für sich verbuchen konnte: Ein nigerianisches Gericht verbot der nigerianischen Regierung, die Bürger Ambazonias weiterhin „Kameruner“ zu nennen, und forderte Kamerun auf, Schritte in Richtung einer Unabhängigkeit von Ambazonia zu unternehmen.
1999 erklärte die gewaltlose sezessionistische Organisation Southern Cameroons National Council (SCNC) die Unabhängigkeit Ambazonias. 1999 und 2000 kam es zu Demonstrationen und auch Ausschreitungen von Sezessionisten. Seit 2004 ist die SCNC stellvertretend für Südkamerun Mitglied der Organisation der nicht-repräsentierten Nationen und Völker (UNPO). 2006 proklamierte die Southern Cameroons People’s Organisation (SCAPO) erneut die Unabhängigkeit Ambazonias einschließlich der Bakassi-Halbinsel.
Am 1. Oktober 2017 wurde abermals die „Republik Ambazonia“ ausgerufen, nachdem es ein Jahr lang Unruhen gegeben hatte. Alle Unabhängigkeitserklärungen blieben erfolglos. 2017 bildeten die Separatisten mehrere bewaffnete Gruppen, die einige Ortschaften „unregierbar“ machten und sich Gefechte mit der Armee lieferten. Teilweise wurden sie dabei von der Bevölkerung unterstützt. Armeeeinheiten wie der Elitetruppe BIR wurde vorgeworfen, Dörfer, in denen sie Rebellen oder deren Unterstützer vermuteten, in Brand gesteckt und mutmaßliche Rebellen gefoltert zu haben. Auch die Rebellen sollen laut Amnesty International Gräueltaten verübt haben. Die International Crisis Group schätzte vor der Präsidentschaftswahl im Oktober 2018, dass dem Konflikt bereits mindestens 420 Zivilisten, 175 Armeeangehörige, sowie hunderte Rebellen zum Opfer gefallen waren. Über 246.000 Menschen wurden zu Binnenflüchtlingen, weitere 25.000 flüchteten über die Grenze nach Nigeria. Am 12. Februar 2020 töteten Sicherheitskräfte 23 Zivilisten im Dorf Ntumbo; die Vereinten Nationen verlangten eine Untersuchung. Die Gesamtzahl an Todesopfern der Unruhen wurde zum selben Zeitpunkt mit fast 3000, die Zahl der Binnenflüchtlinge mit über 700.000 angegeben.

## Belege
- Le Monde diplomatique: Nein zur Assimilation – Sezessionsbestrebungen in Kamerun.
- Indymedia.de: Ambazonia – Ein vergessenes Land in Afrika.